# Liserové
Liserové byli šlechtickým rodem původně pocházejícím z Moselska, který v 17. století přesídlil do Belgie. Příslušník rodu Honoré Liser (1834–1914) byl v roce 1902 povýšen do sasko-meiningského šlechtického stavu a stavu svobodných pánů. V roce 1906 získal potvrzení stavu svobodných pánů také v Rakousku. Na začátku 20. století působil ve Slaném, kde vlastnil přádelnu. Jeho nejmladší syn Carlo (1876–1921) byl průmyslníkem v Janských Lázních a v Praze, jeho starší bratři žili v Rakousku a v Brémách.